# Марин Дринов
Мари́н Стоя́нов Дри́нов (болг. Марин Стоянов Дринов, в Росії — Мари́н Степа́нович Дри́нов) (20 жовтня (2 листопада) 1838, Панагюріште, Османська імперія — 13 березня 1906, Харків, Російська імперія) — болгарський історик і філолог, громадський діяч болгарського національного відродження, працював більшу частину життя в Російській імперії. Один із основоположників болгарської історіографії, перший президент Болгарського літературного товариства (нині Болгарська академія наук).

## Біографія
Як і багато інших болгарських інтелігентів свого покоління, Дринов в молодості емігрував (1858) і здобув освіту в Росії.
З 1858 року навчався в Київській духовній семінарії, потім на історико-філологічному факультеті Московського університету, у 1865—1871 працював в Австрії та в Італії, розшукуючи там документи з болгарської історії, деякий час жив у Празі. У 1869 році став одним із засновників і першим головою Болгарського літературного товариства (Бреїла, Румунія).
Здобув ступінь магістра і став лектором славістики в Харківському університеті, з 1876 — професор.
Захистив магістерську (рос. «Заселение Балканского полуострова славянами», 1873) та докторську (рос. «Южные славяне и Византия в Х веке», 1876) дисертації.
Автор праць про болгарський народ, про історію болгарської церкви (виступав за незалежність її від Константинопольського патріархату), найдавнішої історії слов'ян, про слов'янсько-візантійські відносини. Вивчав давні слов'янські та візантійські рукописи, латинську палеографію (працював у архівах, бібліотеках та музеях Австро-Угорщини, Швейцарії, Італії, Ватикану, 1865—1870).
Після звільнення Болгарії в 1878 році Дринов приїхав на Батьківщину і став (у складі тимчасового російського управління країни) міністром народної освіти та релігійних справ, виконував обов'язки віце-губернатора Софійської області. Був одним з батьків-засновників болгарської держави, співавтором Тирновської конституції. У відповідь на пропозицію австрійського уряду оголосити столицею Болгарії Велико-Тирново, наполіг, щоб нею стала Софія. Дринов запровадив 32-літерний цивільний алфавіт, який вживався у Болгарії до 1945 року (з літерами ять та юсами, а також з німими ь та ъ у кінці слів). Заснував у Софії Національну бібліотеку та археологічний музей..
У 1881 році Дринов повернувся до Харкова і працював там до кінця життя. Доцент (1873—1877), професор слов'янознавства (1879) Харківського університету. Секретар (1877), голова Історико-філологічного товариства при Харківському університеті (1890—1897).
Член-кореспондент Петербурзької АН (1898), член багатьох зарубіжних наукових товариств, почесний член усіх існуючих на той час у слов'янських країнах академій наук. Дійсний статський радник (з 1896). Нагороджений російськими орденами Святого Станіслава І ступеня, Святої Анни ІІ ступеня, Святого Володимира ІІІ ступеня, кавалер болгарського ордену «За громадянські заслуги» II ступеня та інші.
Помер після тривалої хвороби (туберкульозу).
Іменем Дринова названо академічне видавництво БАН, а також Центр болгаристики та балканських досліджень Харківського національного університету імені В. Н. Каразіна.
У Софії та Панагюріште встановлено пам'ятники Дринову, на будівлі Центральної наукової бібліотеки Харківського національного університету імені В. Н. Каразіна встановлено меморіальну дошку. Найвища нагорода АН Болгарії називається «Золота медаль імені М. Дринова».

### Наукова діяльність
Запровадив єдину болгарську орфографію, заклав основи сучасної болгарської літературної мови. Працями з історії південнослов'янських народів, зокрема болгарського. народу, започаткував історичну науку в Болгарії, є основоположником академічного слов'янознавства у Болгарії та Харківської школи історичної болгаристики.
Засновник (1869) і перший голова Болгарського літературного товариства («Българско книжовно дружество», з 1911 року — Академія наук Болгарії). 
|  | Със своя чист ум ние лесно можем да ся дигнем и да тръгнем по пътя на истинната цивилизация |

## Праці
- Дринов, М. Поглед върху произхождението на българския народ и началото на българската история. Пловдив-Русчук-Велес, 1869
- Дринов, М. Исторически преглед на Българската църква от самото ѝ начало и до днес. Виена, 1869
- Дринов, М. Заселение Балканского полуострова славянами. — Чтения в Императорском обществе истории и древностей российских при Московском университете, 1872, № 4, 1-175[недоступне посилання з квітня 2019]
- Дринов, М. Южные славяни и Византия в Х веке. — Чтения в Императорском обществе истории и древностей российских при Московском университете, 1875, № 3, III. Материалы славянские, 1-152[недоступне посилання з квітня 2019]
- Дринов, М. О некоторых трудах Димитрия Хоматиана, как историческом материале. I. — Византийский временник, Т. I (1894), 319—340 [Архівовано 23 січня 2022 у Wayback Machine.]
- Дринов, М. О некоторых трудах Димитрия Хоматиана, как историческом материале. II. — Византийский временник, Т. II (1895), 1-23 [Архівовано 23 січня 2022 у Wayback Machine.]
- Сборниче за юбилея на професора Марин С. Дринов 1869—1899. Нареди и издаде Българското книжовно дружество в София. С., 1900
- Дринов, М. Съчинения. Т. III. С., 1915
- Избрани съчинения. Т. I—II. Под ред. на Иван Дуйчев. София, 1971.
- Заселение Балканскаго полуострова славянами (1872)
- Новый церковно-славянский памятник с упоминанием о славянских первоучителях. — Журнал Министерства Народного Просвящения, Ч. 238. Санкт-Петербург, 1885

## Про Дринова
- Изследвания в чест на Марин Стоянов Дринов. София, 1960. (болг.)
- Кирило-Методиевска енциклопедия. Т. I. София, 1985, 614—616. (болг.)
- Gjuzelev, V. Marin Drinov (1838—1906) — Begründer der bulgarischen Slawistik und Mediävistik, Palaeobulgarica, XVII (1993), № 4, 107—126. (нім.)